# Lundermoen
Lundermoen este o localitate din comuna Sørum, provincia Akershus, Norvegia, cu o suprafață de 0,69 km² și o populație de 1.339 locuitori (2013).